# Ключі (Казахстан)
Ключі́ (каз. Ключи) — село у складі Шортандинського району Акмолинської області Казахстану. Входить до складу Бозайгирського сільського округу.
Населення — 343 особи (2021; 574 у 2009, 678 у 1999, 753 у 1989).
Національний склад станом на 1989 рік:
- казахи — 77 %.